# Nadjack
Eliseu Mendja Nadjack Soares Cassamá (* 6. Februar 1994 in Bissau) ist ein guinea-bissauisch-portugiesischer Fußballspieler.

## Karriere

### Verein
Nadjack begann seine Laufbahn in Portugal in der Jugend des GD Ribeirão. Im Sommer 2011 wechselte er zu Benfica Lissabon, bevor er sich zwei Jahre später dem Drittligisten GD Joane anschloss. Bis Saisonende kam er zu 25 Einsätzen in der Campeonato Nacional de Seniores und schoss dabei zwei Tore. Im Sommer 2014 wechselte er nach Spanien zum Drittligisten CF Reus Deportiu. In seiner ersten Spielzeit in Reus bestritt er 31 Partien in der Segunda División B. In der folgenden Spielzeit 2015/16 absolvierte er 15 Ligaspiele. Das Team stieg schließlich in die Segunda División auf. Im Sommer 2016 kehrte Nadjack jedoch nach Portugal zurück und unterschrieb einen Vertrag beim Erstligisten Rio Ave FC. Er fungierte zunächst als Ersatzspieler und kam bis Saisonende zu sieben Einsätzen in der Primeira Liga. In der nächsten Saison absolvierte er zehn Spiele in der höchsten portugiesischen Spielklasse. Zur Saison 2018/19 avancierte er zum Stammspieler und bestritt 24 Spiele in der Primeira Liga. Nachdem er in der Spielzeit 2019/20 verletzungsbedingt nicht zum Einsatz gekommen war, wechselte er im Sommer 2020 in die Schweiz zum Zweitligisten Grasshopper Club Zürich. Der Rechtsverteidiger spielte dreimal für die Grasshoppers in der Challenge League, bevor er wegen einer Verletzung erneut mehrere Monate ausfiel. Die Mannschaft stieg schlussendlich in die Super League auf. Im Sommer 2023 wurde sein auslaufender Vertrag nicht mehr verlängert. Nadjack war anschließend ein halbes Jahr vereinslos, ehe ihn zur Winterpause Viertligist FC Langenthal bis Saisonende verpflichtete. Seit dem 2. August 2024 steht er nun beim FC Schaffhausen in der Challenge League unter Vertrag.

### Nationalmannschaft
Nadjack spielte im Februar 2014 einmal für die portugiesische U-20-Auswahl. Danach wechselte er den Verband und debütierte am 22. März 2018 bei der 0:2-Niederlage im Freundschaftsspiel gegen Burkina Faso für die A-Nationalmannschaft Guinea-Bissaus. Im Sommer 2019 nahm er mit dem Team am Afrika-Cup teil, bei dem er einmal zum Einsatz kam. Guinea-Bissau schied bereits in der Gruppenphase aus.